# 防山镇
防山镇是中国山东省曲阜市所辖的一个镇，因境内“防山”而得名。2011年撤防山乡建立防山镇。相传孔子之父叔梁纥葬于防山，即梁公林。防山镇辖域总面积84平方千米，耕地面积3466公顷，山区丘陵面积4533公顷，总人口为43639人，其中女性21099人，非农业人口2269人。34个行政村（南河套、东河套、西河套、齐王官庄、齐王坡、钱家、宋家、大官、王家、席家、李家、程庄、纪庄、万柳庄、东高家、东大庙、东张、马庄、尚家庄、无粮庄、杨家庄、尚家园、土门、东刘家庄、尧乔沟、胡二窑北、胡二窑东、双山口、石汪、南陶洛东、南陶洛西、梁公林、徐家、防后官庄）。

## 人口
2010年中国第六次人口普查时，防山乡共有人口38286人。共有家庭11838户，平均每户3.22人。14岁以下的少年儿童共6479人，占总人口16.92%；15-64岁人口共27574人，占总人口72.02%；65岁及以上的老年人共4233人，占总人口的11.05%。男性共计19075人，占总人口49.82%；女性共计19211人，占总人口50.17%。本地居住的人口中，拥有本地户籍的人口为36370人，占94.99%。